# Les Sibylles et les Prophètes (Raphaël)
Les Sibylles et les Prophètes est un ensemble de fresques commandé à Raphaël  monumentales (sur 6,15 mètres de large), réalisée en partie par le peintre (Les Sibylles) en 1514, pour l'Église Notre-Dame-de-la-Paix à Rome en Italie.

## Histoire
La commande que Raphaël a reçue émanait du banquier papal Agostino Chigi afin de décorer l'intérieur de l'Église Notre-Dame-de-la-Paix à Rome. De nombreuses autres commandes lui furent également faite par ce banquier siennois entre 1511 et 1513.
Après avoir demandé à l'artiste un grand mausolée de famille dans l'église Sainte-Marie-du-Peuple, en 1514, le banquier commissionna deux grandes fresques afin de décorer l'arc d'entrée à ses chapelles privées de Notre-Dame-de-la-Paix.
Le projet de Raphaël comprenait les plus grands exemples de Vertus et Savoirs du passé, ainsi que les premiers annonciateurs de l'arrivée du Messie : les Sibylles et les Prophètes. En 1514, occupé aux décorations des chambres vaticanes, l'artiste se mit néanmoins à travailler sur le sujet.

« C’est encore avec Michel-Ange que Raphaël engage une lutte courageuse, c’est avec les prophètes et les sibylles de la Sixtine qu’il veut se mesurer. »

— Revue des Deux Mondes - 1848 - tome 21.djvu/153
Raphaël ne réalisa que la fresque des Sibylles, celle des Prophètes, à cause de sa mort précoce, le fut  par un de ses disciples, probablement Timoteo Viti ou Sebastiano del Piombo, d'après le projet du maître.

## Les Sibylles
La fresque des Sibylles recevant les instructions des Anges a été placée autour de l'arcade menant à la seconde chapelle privée du banquier Chigi, le long de la loggia à entablement.
Les contours  de la fresque suivent celle de l'architecture : les arcs coïncident exactement avec l'entrée et les fenêtres. Toutes les figures se ressentent des travaux des chambres vaticanes : les torsions du corps rappellent celle de la Vertu précédemment exécutée par l'artiste dans la Chambre de la Signature, et leurs couleurs les datent de la période postérieure.
Les quatre Sibylles (Sibylle de Cumes, de Phrygie, persique et  tiburtine) sont représentées comme des jeunes filles, en train d'écouter le message divin qui leur est apporté, à chacune par un ange (à l'exception de la dernière sur la droite).
Un petit putto, symbole de la Prophétie, la capacité de dominer l'avenir, est représenté avec une torche allumée au centre de l'entablement, éclairant le futur, éloignant la pénombre du présent.
|  |  |

## Les Prophètes
La fresque représentant les Prophètes n'a pas été réalisée par Raphaël, à cause de sa mort précoce, mais par un de ses disciples, probablement Timoteo Viti ou Sebastiano del Piombo, d'après un dessin du maître.

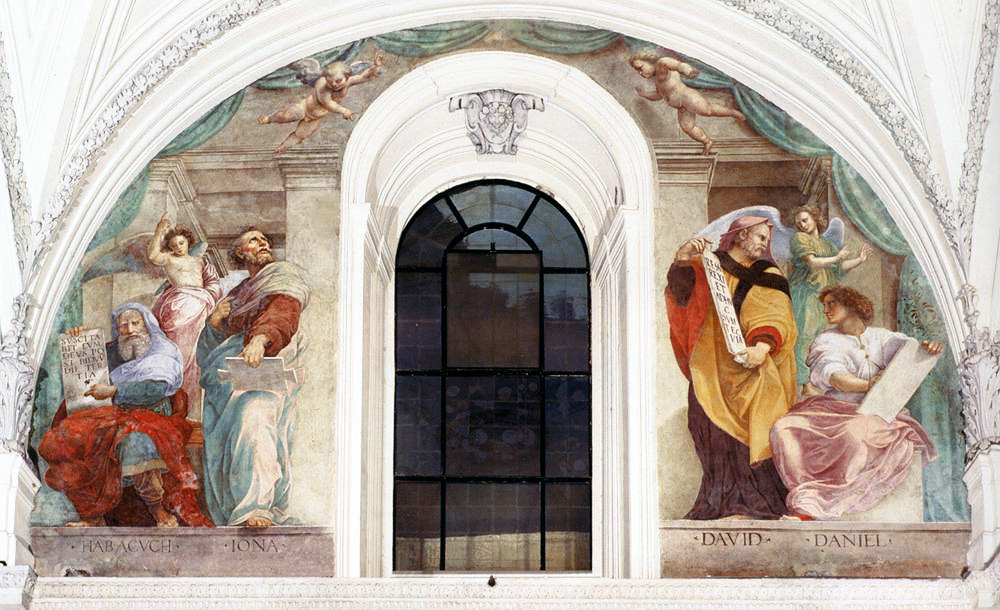
La partie haute de l'ensemble : les Prophètes.

Les figures représentées sont celles d'Habacuc, de Jonas, David et Daniel.

## Sources
- (it) Cet article est partiellement ou en totalité issu de l’article de Wikipédia en italien intitulé « Sibille e angeli » (voir la liste des auteurs).
- Antoine Chrysostome Quatremère de Quincy, Histoire de la vie et des ouvrages de Raphaë, Firmin Didot frères, 1835, p. 79-81